# 塞河畔蒂尔皮耶
塞河畔蒂尔皮耶（法語：Tirepied-sur-Sée，法語發音：[tiʁpje syʁ se]）是法国芒什省的一个市镇，属于阿夫朗什区。该市镇于2019年由原市镇蒂尔皮耶与拉戈阿尼耶尔合并而成。

## 地理
塞河畔蒂尔皮耶（48°42'36.000"N, 1°15'50.000"W）面积22.55 平方千米，位于法国诺曼底大区芒什省，该省份为法国西北部沿海省份，西、北、东北三面环大西洋，东起顺时针与卡爾瓦多斯省、奧恩省、马耶讷省和伊勒-维莱讷省接壤。
与塞河畔蒂尔皮耶接壤的市镇（或旧市镇、城区）包括：蓬村、勒帕尔克、拉谢斯博杜安、圣乔治德利瓦、韦尔尼、小塞朗、圣奥万、拉戈德弗鲁瓦、圣布里斯、圣瑟尼耶-苏萨夫朗什。
塞河畔蒂尔皮耶的时区为UTC+01:00、UTC+02:00（夏令时）。

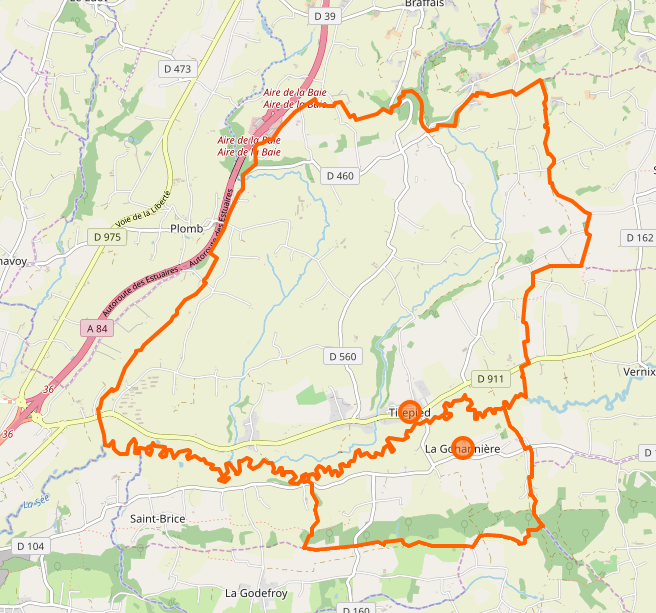
塞河畔蒂尔皮耶的OSM定位图

## 行政
塞河畔蒂尔皮耶的邮政编码为，INSEE市镇编码为50597。

## 政治
塞河畔蒂尔皮耶所属的省级选区为伊西尼-勒比阿县。

## 人口
塞河畔蒂尔皮耶于2022年1月1日时的人口数量为953人。